# Duntulm Castle
Duntulm Castle (schottisch-gälisch: Dùn Thuilm) ist die Ruine einer mittelalterlichen Befestigung auf der Trotternish-Halbinsel auf der Insel Skye, einer Insel der Inneren Hebriden in Schottland.

## Geschichte

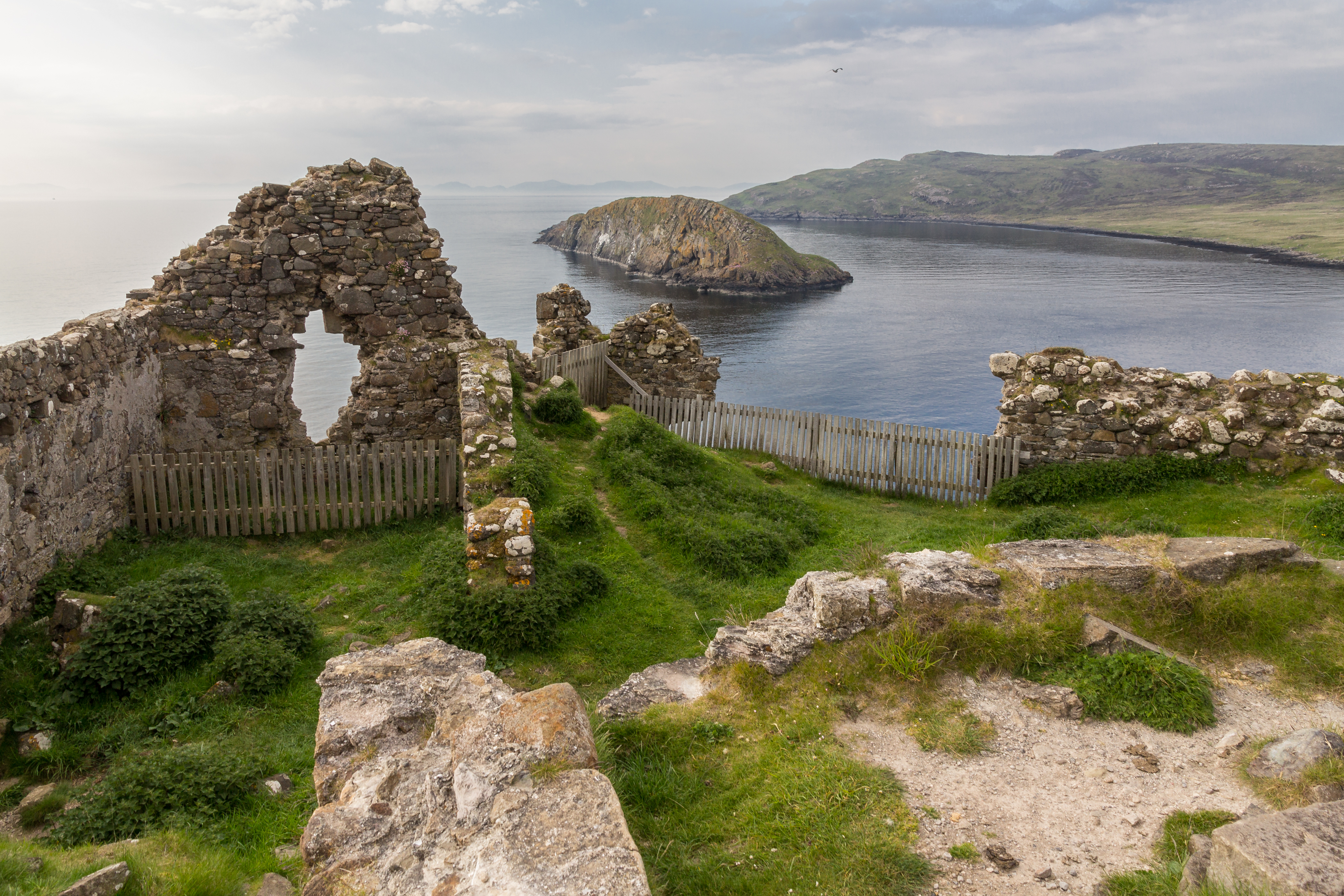
Das Innere der Burg

Duntulm Castle gehörte dem Clan MacDonald of Sleat, der im 14. Jahrhundert auf einem Basaltfelsen die Wehranlage errichtete. Unregelmäßige Außenmauern umgaben einen vierstöckigen Bergfried. Behauptungen, dass dabei ein Dun Dhaibhidh genannter eisenzeitlicher Broch überbaut wurde, konnten archäologisch nicht belegt werden.
1549 wird es als „castell of Donntwyline“ im Besitz von Donald Gromsone bezeichnet.
Hugh MacDonald (Uisdean Macghilleasbuig Chleirich), der Verwalter von North Uist, wurde hier 1586 nach einem Aufstand gegen seinen Vetter Donald Gorm eingekerkert. Hugh hatte angeblich geplant, Donald auf Caisteal Uisdein festzusetzen und an dessen Stelle Clan Chief zu werden. Er starb in Gefangenschaft.
1618 wurde es die Residenz von Donald MacDonald (Donald Gorm Og), dem 9. Clanoberhaupt, der vorher in Dunscaith Castle ansässig war. Er hatte sich bereits 1617 gegenüber dem schottischen Kronrat vertraglich verpflichtet, die Festung in Stand zu halten („with all convenient diligence“). In dieser Zeit erfolgten weitere Umbauten, unter anderem wurde ein zweiter Turm errichtet.
Im Jahr 1732 wurde Duntulm Castle aufgelassen; danach als Steinbruch zum Bau von Monkstadt House, der Residenz von Alexander MacDonald, verwendet.

## Beschreibung
Die Ruine befindet sich auf einer Klippe der Trotternish-Halbinsel auf der Insel Skye. Duntulm Castle befindet sich heute (Stand 05/2010) in einem sehr schlechten Zustand. Von den Befestigungsanlagen und Gebäuden sind nur noch Ruinen übrig; das Gelände war gesperrt und eingezäunt. Derzeit, im Juli 2025, ist das Gelände frei zugänglich. 
Die Ruine ist über eine Straße von Portree aus erreichbar; ein neues Zugangstor wurde  2025 eingerichtet.